# Android Froyo
Android «Froyo» (версия 2.2-2.2.3) — шестая версия мобильной операционной системы Android, разработанной Google. Он был выпущен 20 мая 2010 года во время конференции Google I/O 2010. Название Froyo является сокращением от frozen yogurt (замороженный йогурт).  Одним из наиболее заметных изменений в выпуске Froyo стало использование USB-модемов и функций Wi-Fi-хот-спота.
Другие изменения включают поддержку службы Android Cloud to Device Messaging (C2DM), включение push-уведомлений, ускорение приложений, реализованное посредством улучшения JIT-компиляции и отображаемое в приложениях как верхние экранные баннеры.
С октября 2014 Google Play Services не поддерживаются, а массовый выход приложений остановлен в 2018. По состоянию на апрель 2022 года статистика, опубликованная Google, показывает, что менее 0,1 % всех устройств Android, не имеющих доступ к Google Play, запускают Froyo. Google прекратил поддержку входа с помощью учетной записи Google для Android Froyo и Android Gingerbread 27 сентября 2021 года.

## Изменения

### 2.2
- Общая оптимизация ОС Android, памяти и производительности.
- Дополнительные улучшения скорости работы приложений, использующих JIT-компиляцию.
- Интеграция в браузер JavaScript-движка V8, ранее реализованного в Chrome.
- Улучшенная поддержка Microsoft Exchange (политики безопасности, автоматическое распознавание, просмотр GAL, синхронизация календарей, удаленная работа).
- Переделан лаунчер приложений и ярлыки.
- Добавлена функциональность тетеринга посредством USB и Wi-Fi.
- Добавлена возможность блокировать доступ к сотовой связи.
- Обновлено приложение Android Market: добавлена возможность групповых и автоматических обновлений.
- Быстрое переключение между несколькими клавиатурными раскладками и соответствующими им словарями.
- Голосовой набор и обмен контактами через Bluetooth.
- Поддержка числовых и символьно-числовых паролей.
- Поддержка в браузере загрузки файлов.
- Поддержка установки приложений в SD-карту*.
- Поддержка Adobe Flash 10.2.
- Поддержка экранов с высоким разрешением (320 dpi), как например 4-дюймовый экран с разрешением 720p.
- Поддержка OpenGL ES 2.0.
- Добавлена поддержка расширений .asec
- Добавлена возможность увеличивать изображение в галерее.
- Обновление API до версии 8

### 2.2.1
- Исправляет ошибки, обновление безопасности и производительности.

### 2.2.2
- Исправлены мелкие ошибки, в том числе проблема с SMS на Nexus One.

### 2.2.3[7]
- Два обновления безопасности и исправление небольших ошибок.